# Wilhelm Hofmeister (designer)
Wilhelm Hofmeister (Stadthagen, 1912 – 1978) è stato un designer tedesco.

## Biografia

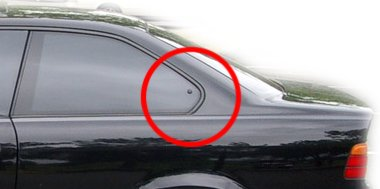
Vista in dettaglio del cosiddetto "Hofmeister-Kink" evidenziato dal cerchietto rosso

Wilhelm è noto per la sua incisiva attività alle dipendenze della casa automobilistica tedesca BMW, dove copre il ruolo di direttore del design per 15 anni dal 1955 al 1970, per poi uscire dall'azienda nel 1977, un anno prima della sua morte. Dalla sua matita sono usciti modelli storicamente molto importanti per l'azienda bavarese, come la BMW 1500, realizzata insieme a Giovanni Michelotti. Proprio su questo modello, Hofmeister ha introdotto un elemento stilistico ripreso poi dai designer che ne hanno proseguito l'opera: l'Hofmeister-Kink, ovvero in italiano il gomito di Hofmeister.

### Hofmeister-Kink
Hofmeister-Kink

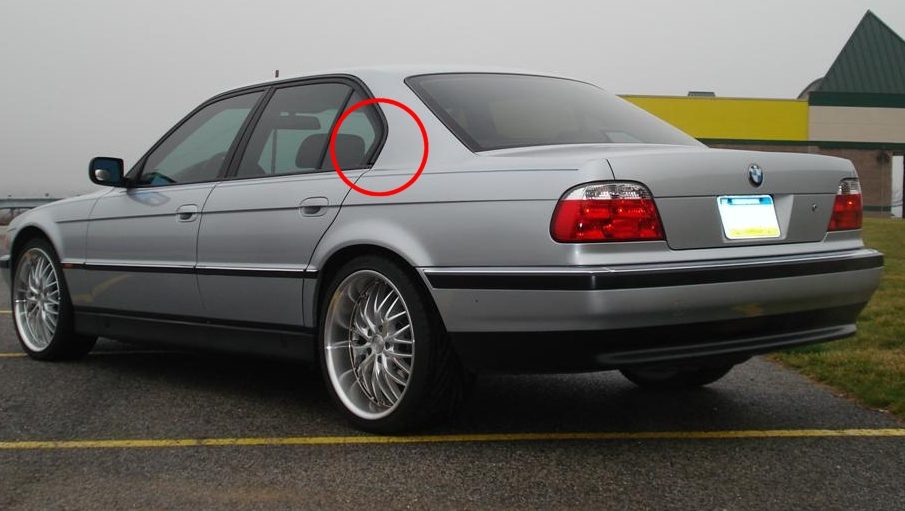
Il gomito di Hofmeister su una BMW 740i E38 del 1997

(chiamato anche il ricciolo di Hofmeister oppure il gomito di Hofmeister) è una particolare angolatura della parte bassa inferiore del finestrino laterale posteriore, dovuta ad un accentuato piegamento in avanti della parte inferiore anteriore del montante che forma una piccola "C", creando un profilo dei finestrini che ricorda appunto la forma di un gomito. Questa sorta di vezzo stilistico sarebbe poi stato adottato sulla maggior parte dei modelli BMW, anche i più recenti, diventando un segno distintivo di tutte le vetture prodotte dalla casa dell'elica. Altra scelta stilistica molto vicina al gomito di Hofmeister è il Saab hockey stick.
Erede di Wilhelm Hofmeister fu Paul Bracq ed in seguito Claus Luthe.

## Modelli sviluppati
- BMW 700 (1959)
- Nuova Classe (1961)
- BMW 3200 CS (1961)
- BMW Serie 02 (1965)
- BMW E3 (1968)
- BMW 2800 CS (1969)